# Diplonaevia seriata
Diplonaevia seriata är en svampart som först beskrevs av Marie Anne Libert, och fick sitt nu gällande namn av B. Hein 1983. Enligt Catalogue of Life ingår Diplonaevia seriata i släktet Diplonaevia, ordningen disksvampar, klassen Leotiomycetes, divisionen sporsäcksvampar och riket svampar, men enligt Dyntaxa är tillhörigheten istället släktet Diplonaevia, familjen Dermateaceae, ordningen disksvampar, klassen Leotiomycetes, divisionen sporsäcksvampar och riket svampar. Arten är reproducerande i Sverige. Inga underarter finns listade i Catalogue of Life.